# Едмунд (король Шотландії)
Едмунд I (після 1070 — після 1099) — король Шотландії у 1094–1097 роках, король Стратклайда в 1093—1097 роках.
Син королеви Маргарити Шотландської, онук королеви Агати Київської та правнук великого князя Київського Ярослава Мудрого.

## Життєпис
Походив з династії Данкельдів. Син Малкольма III, короля Шотландії та Св. Маргарити, онуки Великого князя Київського Ярослава Мудрого. 
Після загибелі батька в 1093 році владу захопив дядько Дональд III, тому Едмунд разом із братами Едгаром, Олександром та Давидом втік до Англії, де приєднався до зведеного брата Дункана.
За підтримки англійців брати в 1094 році рушили проти Дональда III. Після поразки Дункана II Едмунд перейшов на бік короля Дональда. За це останній, з огляду на те, що не мав дітей, всиновив Едмунда та зробив своїм співволодарем, а також передав королівство Стратклайд.
Надалі Едмунд воював на боці дядька проти братів Едгара, Олександра та Давида. У 1097 році Едмунд I та Дональлд III зазнали поразки від військ на чолі з Едгаром. Едмунд продовжував боротьбу проти короля Едгара на півночі держави до 1099 року, коли він утік до Англії, де став ченцем. Дата смерті невідома.

## Родовід
Едмунд веде свій родовід, в тому числі, й від Великих князів Київських Володимира Святославича та Ярослава Мудрого.